# University Arboretum (California State University - Sacramento)

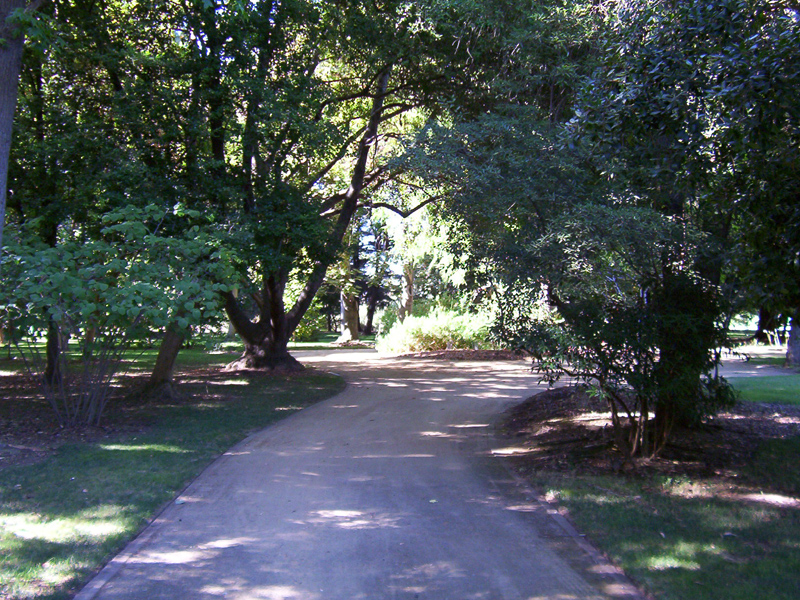
University Arboretum

Het University Arboretum van de California State University - Sacramento is een arboretum en botanische tuin in de Amerikaanse stad Sacramento (Californië). Het arboretum is 12.000 m² groot en telt zo'n 1.200 bomen. Er is een opmerkelijke verzameling coniferen. Daarnaast zijn er nogal wat zeldzame bomen, zoals de Taiwania en het "levend fossiel" Wollemia. Tevens is er een "Jurassic Park"-deel met bedektzadigen uit het Mesozoïcum en een tuin met inheemse Californische planten.
Het arboretum werd in 1945 opgericht op de plaats waar voorheen een perenboomgaard en hopranch was. Oorspronkelijk heette het arboretum het Charles M. Goethe Arboretum, genoemd naar Charles Goethe (1875-1966), een van de oprichters van de universiteit. In 2005 werd de naam nogal onopgemerkt veranderd in University Arboretum omdat Charles Goethes naam steeds meer geassocieerd werd met zijn racistische en nazistische standpunten.
Mike Baad is de directeur van het University Arboretum.